# メイソン・ロック・ウィームズ
メイソン・ロック・ウィームズ（Mason Locke Weems、1759年10月11日 - 1825年5月23日）は、アメリカ合衆国の牧師、著述家、書籍販売者である。ウィームズ牧師(Parson Weems)の通称で呼ばれる。ジョージ・ワシントンの死後すぐにその伝記を執筆した。20世紀にワシントンに関する逸話として広まったもののうち、桜の樹に関する逸話など、一部は誤りであると考えられているが、それらの多くはウィームズの伝記に由来するものである。この伝記は、ワシントンの美徳を描き、建国間もないこの国の若者たちに道徳的な教訓を与えることを目的としており、そのために多くの作り話が盛り込まれた。

## 生涯
ウィームズは1759年10月11日に、メリーランド植民地のアナランデル郡で19人兄弟の末っ子として生まれた。父はスコットランド出身である。
10歳から16歳まで、チェスタータウンのケント郡フリースクール（ワシントン大学(Washington College)の前身）などで学んだ。兄が保有する商船でイギリスへ渡り、1777年から1979年までエディンバラもしくはロンドンで医学を学んだ。1779年に父が死去したため帰国し、遺産として相続した奴隷を解放した。その後、聖職者を志して1780年代にロンドンで神学を学んだ。英国国教会の牧師の叙任を受けようとしたが、アメリカ人であるという理由で拒まれた。そこで、ヨーロッパにいたジョン・アダムズとベンジャミン・フランクリンの支援を受けて、1784年9月にカンタベリー大主教から牧師に叙任された。
1784年に帰国し、生まれ故郷のアナランデル郡にあるオール・ハロウズ教区の牧師となり、女子校のチャプレンを務め、地域内のアフリカ系アメリカ人に伝道を行った。また、祈祷書の頒布を開始し、未亡人や孤児を救済するための慈善団体を設立した。しかし、次第に巡回して伝道を行うメソジスト派に傾倒していったことから、トーマス・ジョン・クラゲット主教の不評を買い、1792年に米国聖公会の牧師を辞任した。その後は巡回伝道師となり、マシュー・キャリーの代理で書籍販売も行うようになった。キャリーはカトリックに対する迫害から逃れてアイルランドから移住し、フィラデルフィアで著名な出版業者となっていた。
1795年にウィームズはフランシス・ユーウェル(Frances Ewell)と結婚し、バージニア州ダンフリーズに居を構えた。フランシスは、ダンフリーズの大農場主ジェシー・ユーウェル（1734年-1805年）の娘だった。ウィームズは、ダンフリーズで小さな書店（現在はウィームズ＝ボッツ博物館となっている）を経営しつつ、アメリカ東海岸中部や南部を中心に旅行を続け、伝道をしながら、それまでイギリスの書店が市場を独占していたこの地域で書籍を販売した。
ダンフリーズからそう遠くない所に、ジョージ・ワシントンとその父オーガスティンが独立戦争以前に礼拝に通っていたポヒック教会があり、ウィームズは時折この教会で説教をしていた。ウィームズは、ワシントンとの繋がりを誇張して、自分はワシントンが住むマウントバーノン教区（このような教区は実在しない）の牧師だったと宣伝した。ワシントンはその死の直前に、ウィームズが書いた党派制を非難する小冊子"The Philanthropist: or a Good Twenty-Five Cents Worth of Political Love Powder, for Honest Adamites and Jeffersonists"（慈善家: あるいは、誠実なアダム派とジェファーソン派のための25セント相当の政治的な愛の粉）に推薦文を書き、この本はウィームズにとっての初めてのベストセラーとなった。1792年と1793年、ウィームズは彼の初の出版事業であるヒュー・ブレアの説教集に対してワシントンからの推薦を受け、その後の大統領や著名人からも推薦を受けた。更にウィームズは、クラゲット主教とのかつてのやり取りからも学んだ。無神論者とみなされていたトマス・ペインの著書『理性の時代』をウィームズが販売していることに対して、バージニア州の米国聖公会のウィリアム・ミード主教が苦言を呈した。ウィームズはこれに対し、リチャード・ワトソンによる『理性の時代』への反論書である『聖書への弁明』(An Apology for the Bible)も一緒に販売しているので問題ないと答えた。
ワシントンの死の翌年の1800年には"A History of the Life and Death, Virtues and Exploits of General George Washington"（ジョージ・ワシントン将軍の生涯の歴史と死、美徳と功績）を発刊した。ワシントンの初の伝記であるこの本はベストセラーとなり、何度も再版された。その他のウィームズの著作には、『フランシス・マリオン将軍の生涯』（Life of General Francis Marion、1805年）、『ベンジャミン・フランクリンの生涯とエッセイ』（Life of Benjamin Franklin, with Essays、1817年）、『ウィリアム・ペンの生涯』（Life of William Penn、1819年）などがある。ほかに、"God's Revenge Against Gambling"（ギャンブルに対する神の復讐）、"Against Duelling"（決闘に対して）、"The Drunkard's Looking Glass"（酔っ払いの姿見）などの道徳教本も執筆している。

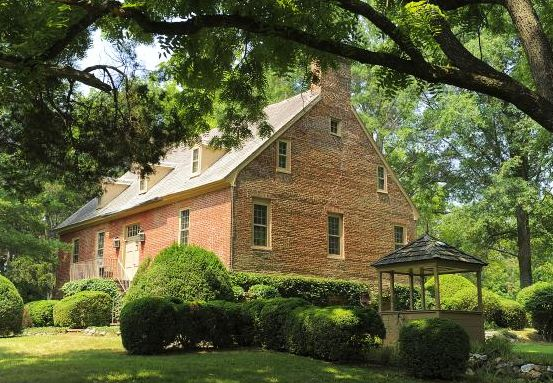
義父の死去後に転居したベル・エアの邸宅

1805年に義父ジェシー・ユーウェルが死去すると、その遺産の管理をウィームズが行い、1808年には一家でユーウェル家の荘園であるバージニア州プリンスウィリアム郡のベル・エアに引っ越した。借金の解消のため、1808年にワシントンの伝記の著作権をマシュー・キャリーに1000ドルで売却したが、すぐにそれを後悔するようになる。1830年時点で、ウィームズは若い男女2人の奴隷を所有していた。ウィームズは引き続き広範囲に旅行を続けていたが、妻子の住むベル・エアがその拠点となった。
ウィームズはバイオリンが趣味で、旅行先にもバイオリンを持って行っていた。
1825年5月23日、ウィームズはサウスカロライナ州ビューフォートを旅行中に死亡した。死因は伝わっていない。遺体はベル・エアの敷地内に埋葬された。

## 影響と歴史的信頼性
『ニューヨーク・タイムズ』紙はウィームズのことを、アメリカ文学における「初期の聖人伝作家」であり、「沼の狐ことフランシス・マリオンをアメリカの偉人にまで高め、ジョージ・ワシントンの地位を確固たるものにした人物」であると評している。
ウィームズの語り口の快活さと、『アップルトンのアメリカ人名事典』（1889年）が「ウィームズの著作全てにかけられている、真実性に欠けるという非難」と呼ぶものとの間の緊張関係がなければ、おそらくウィームズの名前は今日忘れられていただろう。アップルトンは、「おそらく彼は、英雄の栄誉のために良い話を語ることは許されると考えていただろう」と付け加えている。よく知られたワシントンの「桜の樹の伝説」は、この点をよく表している。
歴史家のジェームズ・M・マックファーソンによれば、ウィームズによるワシントンの伝記は、少年期のエイブラハム・リンカーンが歴史を学ぶ唯一の機会であった可能性が高い。2010年、ワシントン・アンド・リー大学で行われた講演でマクファーソンは、次期大統領のリンカーンがニュージャージー州トレントンで立法府に対して演説した時の様子を説明した。トレントンは、1776年のクリスマス翌日にワシントン率いる部隊によって大陸軍が崩壊の危機から救われた場所の近くである。マクファーソンによれば、リンカーンは次のように語った。「私は、ウィームズの著書に書かれた戦場や、この国の自由のための闘争を全てを覚えているが、私の心に最も強く刻み込まれたのは、このトレントンでの戦いである。川の渡渉、ヘッセン人との戦い、当時耐え忍んだ大きな苦難など、いずれも、他のどんな革命上の出来事よりも強く私の記憶に刻み込まれている。当時私は少年だったが、あの男たちが戦ったのは、普通以上の何かがあったに違いないと考えていたことを思い出す。」
バンカーヒルの戦いで発せられたとされる有名な命令「敵の目の白い所が見えるまでは撃つな」が広く知られるきっかけとなった最初の書物は、ウィームズの1800年の著書『ジョージ・ワシントンの生涯』(Life of George Washington)である。現代の学術的コンセンサスによれば、この命令は戦場で発せられたものではなく、別の場所で述べられたものである。

### ワシントンへの崇敬
19世紀のアメリカ人が、アメリカ合衆国建国の父たち、特にジョージ・ワシントンに対して抱いていた高い崇敬は、今日では滑稽なものに見えるかも知れないが、ワシントンがそのような評価を受けて「いた」ということは疑いようがない。そのような評価の高さは、アメリカ合衆国議会議事堂のロタンダに描かれたコンスタンティノ・ブルミディのフレスコ『ワシントンの神格化』に見ることができる。
ウィームズによるワシントンの伝記『ジョージ・ワシントン将軍の生涯の歴史と死、美徳と功績』は、そのような精神に基づいて書かれたものであり、ウィームズの特徴である快活な語り口によってそれがさらに強調されている。

### 桜の樹の伝説

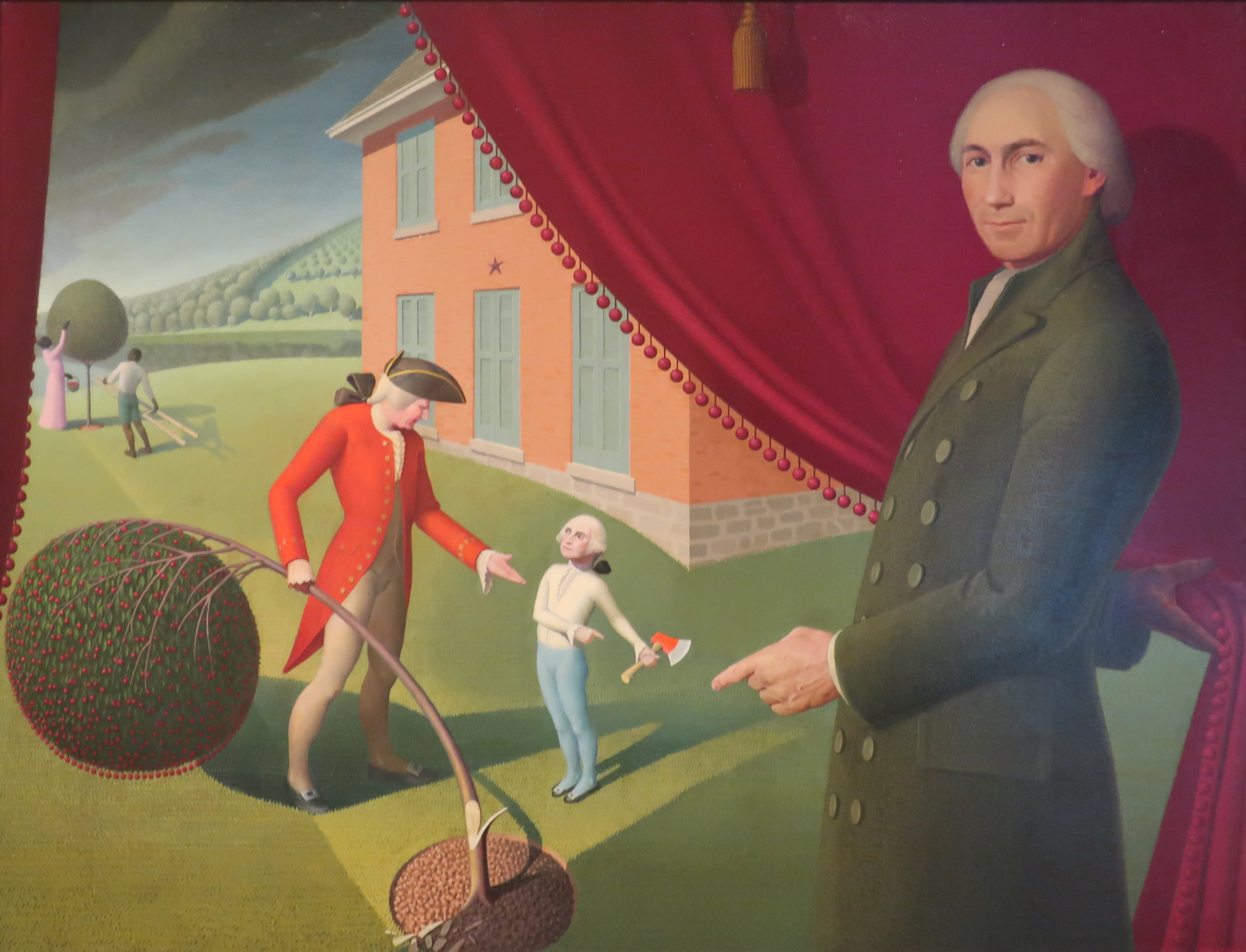
1939年にグラント・ウッドが描いた『ウィームズ牧師の寓話』(Parson Weems' Fable)。桜の樹の伝説とウィームズの姿の両方を描いている。

ワシントンに関して、誇張された、または完全に作り上げられた逸話の一つに、「桜の樹の伝説」がある。子供のとき桜の木を切ったことを父親に正直に話したら、かえって褒められたという話である。これはウィームズが「嘘をついてはいけない」という教訓のために書いた作り話であるとされている。
この話は、小学校でよく使われていた教科書『マクガフィ・リーダーズ』でも取り上げられ、アメリカ文化の一部となった。この逸話から、ワシントンの誕生日の2月22日は、サクランボを使った料理で祝われるようになった。
1889年のヘンリー・カボット・ロッジによるワシントンの伝記によれば、当時の歴史家たちは、この話は「本質的に不可能なことは何もない」ものの、ウィームズが語った他の話と同様に「一見して、絶望的な、かつ馬鹿馬鹿しいほどの嘘」であると認めていたという。
グラント・ウッドは1939年に、この場面を題材とした絵画『ウィームズ牧師の寓話』(Parson Weems' Fable)を描いた。このシーンの前景として、サクランボで縁取られた緞帳を開けて物語を見せているウィームズの姿を描いており、タイトルと併せて、この話がウィームズによる作り話であることを物語っている。

## 情報源
- A History of the Life and Death, Virtues and Exploits of General George Washington by Mason Locke Weems (abridged)
- “Where the Cherry Tree Grew: An Interview with Phillip Levy”.   Mount Vernon Ladies' Association. 2016年7月19日閲覧。
- James Bish, I Can't Tell A Lie: Parson Weems and the Truth about George Washington's Cherry Tree, Prayer at Valley Forge, and Other Anecdotes (2023)